# جيمس سي. تيريل
جيمس سي. تيريل هو محامي وسياسي أمريكي، ولد في 7 نوفمبر 1806 في مقاطعة فرانكلين في الولايات المتحدة، وتوفي في 1 ديسمبر 1835. انتخب عضو مجلس نواب جورجيا ‏ وانتخب عضو مجلس النواب الأمريكي ‏.